# 清源镇 (寿宁县)
清源镇，是中华人民共和国福建省宁德市寿宁县下辖的一个乡镇级行政单位，原为清源乡，2017年撤乡升格为镇。

## 行政区划
清源乡下辖以下地区：
童洋村、三望村、清源村、外韦村、岱洋村、阳尾村、坪岩村、竹坪村、胡家墩村、村尾村、角林村、余山岗村、龟洋村、日洋铺村、后洋村和韶托村。